# فرودگاه شهری استوتگارت
فرودگاه شهری استوتگارت (به انگلیسی: Stuttgart Municipal Airport) (به زبان بومی: Stuttgart AAF) یک فرودگاه همگانی بهره‌برداری هوایی با کد یاتا SGT است که یک باند فرود بتن دارد و طول باند آن ۱۵۲۵ متر است. این فرودگاه در نزدیکی شهر استوتگارت در ایالت آرکانزاس کشور ایالات متحده آمریکا قرار دارد و در ارتفاع ۶۸ متری از سطح دریا واقع شده است.